# Lill-Hundsjötjärnen
Lill-Hundsjötjärnen är en sjö i Bodens kommun i Norrbotten och ingår i Altersundets huvudavrinningsområde.